# Jorge Britton Halford
Jorge Britton Halford (26 de novembro de 1824 - 27 de maio de 1910) foi um anatomista e fisiologista nascido na Inglaterra, fundador da primeira escola de medicina na Austrália, a Escola de Medicina da Universidade de Melbourne.

## Vida
Halford nasceu em Petworth, Sussex, Inglaterra, segundo filho de James Halford, um comerciante de Haverstock Hill, e sua mulher Nancy. Halford começou a estudar medicina em 1842, tornou-se membro do Royal College of Physicians em 1851 e da Faculdade Real de Cirurgiões da Inglaterra em 1852. Ele obteve seu doutorado em medicina na Universidade de St Andrews em 1854. Depois de praticar em Liverpool, em 1857 foi nomeado professor de anatomia na escola de medicina Grosvenor Place, em Londres. Quando as candidaturas foram solicitadas para o cargo de professor de anatomia, fisiologia e patologia na Universidade de Melbourne em 1862, ele foi descrito como "um dos fisiologistas experimentais mais ilustres da época". tinha outros bons candidatos, mas Halford foi nomeado e chegou a Melbourne em 22 de dezembro de 1862. Um currículo médico tinha sido elaborado pelo conselho pelo qual o vice-chanceler, Dr. Anthony Brownless, era em boa parte responsável. Este curso era mais longo em um ano do que qualquer curso sistemático de educação médica então existente na Grã-Bretanha ou Irlanda. Trinta anos se passaram antes que o conselho médico geral sugerisse um curso mínimo de cinco anos no Reino Unido.